# ستن
سلاح ستن (بالإنجليزية: Sten gun)‏ هي مجموعةٌ من المدافع الرشاشة البريطانية بطلقاتٍ من عيار 9×19 ملم [الإنجليزية] والتي استُخدمت بشكلٍ واسع من قبل القوات البريطانية وقوات الكومنولث طوال الحرب العالمية الثانية والحرب الكورية. صممّه العالِمَان البرِيطانِيان شيفارد وتوربين أثناء الحرب العالمية الثانية، أول ظهور له كان عام 1941م وهو مأخوذ من التصميم الألماني (إم بي 40)  ويتميز ببساطة فكرته وسهولة تصنيعه، كما أن له عدة نماذج، بعضها مزود بأخمص حديدي أُنتج الموديل الخامس في عام 1944م وكان مزودًا بأخمص خشبي وقبضة خشبية أمامية. بِالنسبَة للموديل الخامس توجد قبضة خشبية في الأمام لكن لوحظ ضعف جودة القبضة أثناء المعارك، مما أدى إلى إصدار موديل لاحق دون قبضة أمامية جاء الإصدار الذي بعده دون قبضة وقد خرج من الخدمة عام 1953م ثم بُدِّل بسلاح آخر اسمه ستيرلينغ.

## مواصفات السلاح
- العيار: 9×19 ملم برابليوم [الإنجليزية]
- الطول: 76.2 سم
- طول السبطانة: 196 ملم
- الحلزنة: 6 خطوط إلى اليمين
- الوزن: 3.8 كلغ
- المدى المؤثر: 75 متر
- التلقيم: بدفع الغاز
- أسلوب الرمي: انتقائي (آلي/نصف آلي)
- السرعة الابتدائية: 381 م/ث
- التغذية: مخزن سعة 32 طلقة
- معدل الرمي النظري: 600 طلقة في الدقيقة

عيوب السلاح
- مخزن السلاح لا يعمل بشكل جيد في ستن (1) و(2) ولكنه جيد في ستن (5)
- لا تستطيع تعبئة مخزن الذخيرة إلا بأدوات خاصة للتعبئة

مميزات السلاح
- رشاش قصير رخيص
- متين للغاية وخفيف الوزن
- يتميز بأخمص قابل للنزع، السبطانة قابلة للنزع في بعض النماذج
- يمكن إدارة مثبت المخزن حول غطاء المغلاق ليشكل غطاء للقاذف يقيه من الأتربة والغبار
- لا يستخدم سلاحًا عند دولة معينة ولكن يوجد بكثرة عند رجال العصابات.